# Émetteur de Divis
L’émetteur de Divis est la principale station UHF et FM/DAB de la BBC qui dessert le comté d'Antrim et certaines parties du comté de Down.

## Construction
Situé près de Belfast, il s'agit de la première station UHF/FM d'Irlande du Nord et est à l'origine le principal émetteur de télévision de la BBC en Irlande du Nord, entré en service à ce titre le 21 juillet 1955. Il s'agit du premier émetteur de télévision permanente sur l'île d'Irlande. Il est construit par J. L. Eve Construction, qui construit en même temps l'émetteur de Meldrum au Nord-Est de l'Écosse.
Bien qu'elle soit l'une des trois stations principales UHF en Irlande du Nord, elle est la seule à être équipée d'un mât haubané, les autres stations de Brougher Mountain et de Limavady utilisant toutes deux des tours autoportantes plus petites. Les mâts haubanés sont présents aux stations relais UHF de Londonderry et Strabane et à Black Mountain, l'ancienne station principale de 405 lignes adjacente à Divis. Il est détenu et exploité par Arqiva.
L'émetteur de Divis se situe dans une chaîne de collines surplombant directement Belfast, dans une zone contrôlée pendant de nombreuses années par le ministère de la Défense, jusqu'à ce qu'elle soit vendue en 2004 au National Trust et ensuite ouverte au public. Il se situe entre les sommets de Divis Mountain et Black Mountain et est plus proche de ce dernier que l'émetteur qui porte son nom.

## Histoire
Divis émet par la BBC le 21 juillet 1955 en tant qu'installation de transmission permanente de 405 lignes desservant l'Irlande du Nord. Il remplace l'émetteur temporaire de Glencairn, qui est l'un des deux émetteurs (l'autre étant Pontop Pike) à être mis en service le 1er mai 1953, à temps pour le couronnement télévisé de la reine Élisabeth II. Bien que la BBC obtint le site de Divis, la nécessité de construire la longue route d'accès est le principal facteur empêchant son utilisation immédiate pour une installation provisoire.
Divis est désigné comme émetteur de moyenne puissance, type d'installation sur lequel repose la deuxième phase des stations BBC Band I. Divis fonctionne avec des installations permanentes à Meldrum, North Hessary Tor, Pontop Pike, Rowridge, Sandale et Tacolneston. Les transmissions de Divis sont sur le canal VHF 1 à une puissance maximale de 35 kW.
Un certain nombre de stations relais sont établies à travers l'Irlande du Nord pour améliorer la couverture de Divis, notamment à l'émetteur de Sheriff's Mountain à Londonderry qui apparaît en décembre 1957, et Brougher Mountain dans le comté de Fermanagh en février 1964, ce dernier étant le site d'une future station principale UHF.
Entre-temps, l'Independent Television Authority (ITA) construit sa station VHF bande III équivalente à la station 405 lignes près de Divis. Situé à la carrière de Black Mountain, à moins de deux milles au sud-ouest, elle entre en service le 31 octobre 1959 et utilise un mât plus haut de 22 m.
Divis devient la station principale UHF pour Belfast et ses environs avec BBC2, le premier service régulier commençant le 18 mars 1967. Les émetteurs UHF couleur pour BBC1 et ITV entrent en service en septembre 1970.
Le mât émetteur actuel (152,5 m) à Divis est supprimé et remplacé par un tout nouveau mât haubané en acier (192,7 m). Pendant un certain temps, il y a deux mâts de diffusion sur le site en vue du passage au numérique dans la région d'Ulster qui a lieu en octobre 2012.

## Transmissions

### Télévision numérique
| Fréquence   | UHF | kW   | Opérateur    | Système |
| ----------- | --- | ---- | ------------ | ------- |
| 474 166 MHz | 21+ | 100  | PSB2 (D3&4)  | DVB-T   |
| 490 000 MHz | 23  | 50   | COM4 (SDN)   | DVB-T   |
| 498 000 MHz | 24  | 100  | PSB3 (BBC B) | DVB-T2  |
| 514 000 MHz | 26  | 50   | COM5 (ARQ A) | DVB-T   |
| 522 000 MHz | 27  | 100  | PSB1 (BBC A) | DVB-T   |
| 546 000 MHz | 30  | 50   | COM6 (ARQ B) | DVB-T   |
| 594 000 MHz | 36  | 10   | LTVmux       | DVB-T   |
| 690 000 MHz | 48  | 0.01 | NIMM (RTE)   | DVB-T   |
| 746 000 MHz | 55  | 8.9  | COM7 (ARQ C) | DVB-T2  |

### Radio analogique
| Fréquence | kW  | Service          |
| --------- | --- | ---------------- |
| 90,1 MHz  | 250 | BBC Radio 2      |
| 92,3 MHz  | 250 | BBC Radio 3      |
| 94,5 MHz  | 250 | BBC Radio Ulster |
| 96,0 MHz  | 125 | BBC Radio 4      |
| 99,7 MHz  | 250 | BBC Radio 1      |
| 101,9 MHz | 250 | Classic FM       |

### Radio numérique
| Fréquence   | Tranche | kW | Opérateur        |
| ----------- | ------- | -- | ---------------- |
| 225 648 MHz | 12B     | 10 | BBC National DAB |

## Traduction
- (en) Cet article est partiellement ou en totalité issu de l’article de Wikipédia en anglais intitulé « Divis transmitting station » (voir la liste des auteurs).